# هم‌پروتئین

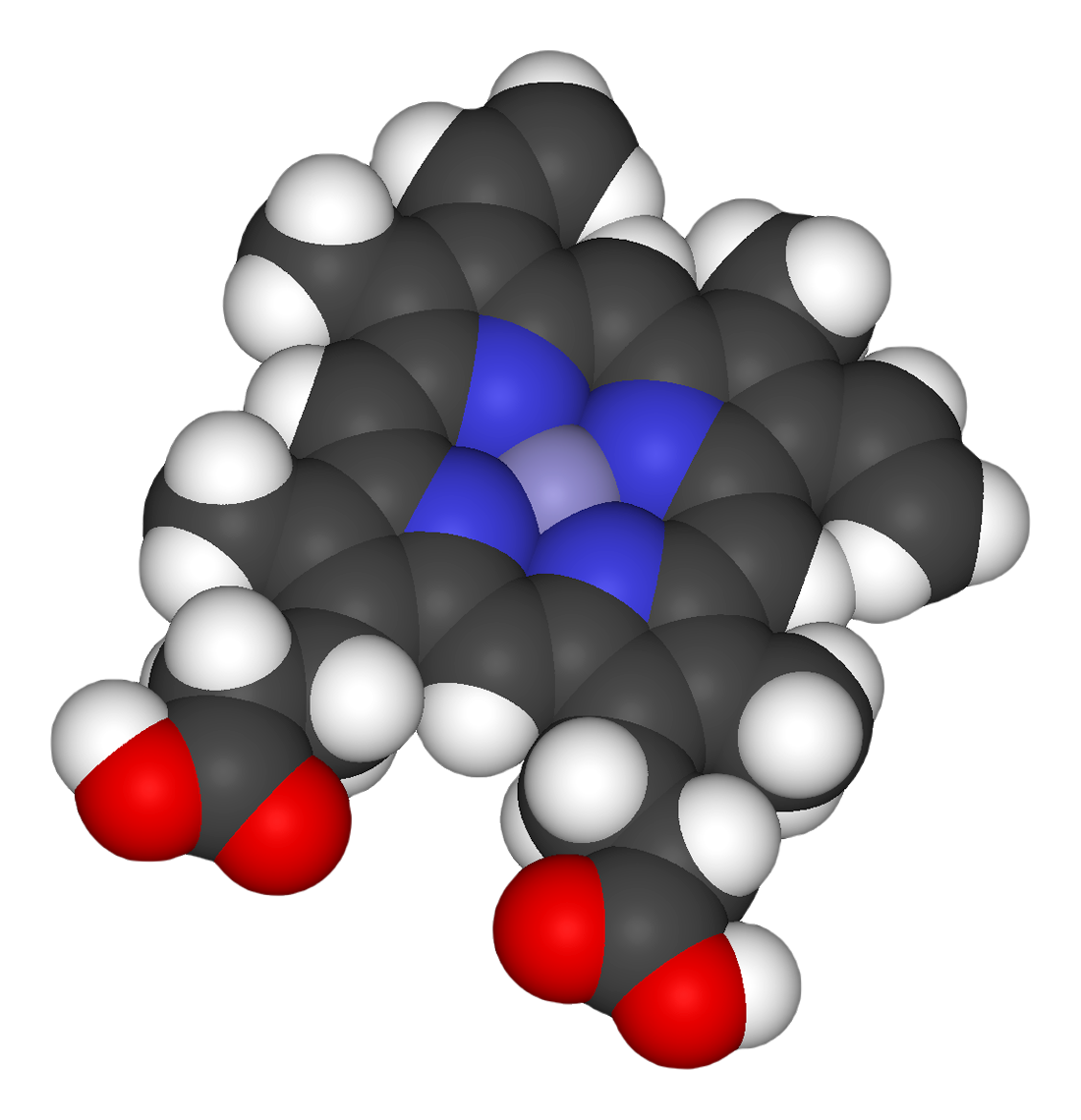
مدل فضایی از کوفاکتور هم بی.

هِم‌پروتئین (انگلیسی: Hemeprotein) یا «هِـم پروتئین»، یک متالوپروتئین است که مشتمل بر یک کوفاکتور هِـم است که پروتئین را قادر می‌سازد، کارهایی را انجام دهد که به‌تنهایی قابل انجام نبود. این بخش هِـم به‌طور دائمی از طریق پیوند کووالانسی، غیرکووالانسی یا هردو، به پروتئین متصل است.
یکی از وظایف این گروه از پروتئین‌ها، «حمل اکسیژن» است. (توسط هموگلوبین، میوگلوبین، نوروگلوبین، سیتوگلوبین و لگ‌هموگلوبین). هِـم‌پروتئین‌هایی نظیر سیتوکروم پی ۴۵۰، لیگنیناز و پراکسیداز در واکنش‌های کاتالیز نقش دارند. هِـم‌پروتئین‌ها همچنین در «انتقال الکترون» در زنجیره انتقال الکترون حضور دارند. دستگاه حسی-عصبی هم به حضور برخی از این پروتئین‌ها همچون «FixL» (حس‌گر اکسیژن) و «CooA» (حس‌گر کربن مونوکسید) و گوانیلیل سیکلاز محلول (sGC) نیاز دارد. در انتها، آنزیم کاتالاز که یک هِـم‌پروتئین است، در سازگاری نقش دارد.